# Katarische Männer-Handballnationalmannschaft
Die katarische Männer-Handballnationalmannschaft vertritt die Qatar Handball Association, den Handballverband aus Katar, bei internationalen Turnieren im Herrenhandball.

## Geschichte
Die Mannschaft gewann fünf Mal die Asienmeisterschaft. Sie nahm neun Mal an Weltmeisterschaften teil; das beste Ergebnis dabei erreichte sie mit dem 2. Platz bei der Weltmeisterschaft 2015 im eigenen Land. Unter Leitung von Valero Rivera gewann Katar 2014 zum ersten Mal die Asienmeisterschaft; seitdem gewann Katar alle weiteren Ausgaben der Meisterschaft in Asien.

## Erfolge bei Meisterschaften

### Weltmeisterschaft
- 16. Platz (24 Teams) Weltmeisterschaft 2003
- 21. Platz (24 Teams) Weltmeisterschaft 2005
- 23. Platz (24 Teams) Weltmeisterschaft 2007
- 20. Platz (24 Teams) Weltmeisterschaft 2013
- 02. Platz (24 Teams) Weltmeisterschaft 2015

Für die Weltmeisterschaft im eigenen Land hatte Katar mit hohem finanziellen Aufwand einen Weltmeistertrainer (Valero Rivera) und mehrere National- bzw. Spitzenspieler (Eldar Memišević, Bertrand Roiné, Rafael Capote, Goran Stojanović, Žarko Marković, Danijel Šarić und Borja Vidal) aus anderen Ländern engagiert. Möglich war dies, weil Handballspieler nach einer dreijährigen Wartefrist für die Nationalmannschaft eines neuen Verbandes auflaufen durften, obwohl sie zuvor bereits für eine andere A-Nationalmannschaft angetreten waren.
- 08. Platz (24 Teams) Weltmeisterschaft 2017
- 13. Platz (24 Teams) Weltmeisterschaft 2019
- 08. Platz (32 Teams) Weltmeisterschaft 2021
- 22. Platz (32 Teams) Weltmeisterschaft 2023
- 21. Platz (32 Teams) Weltmeisterschaft 2025

### Asienmeisterschaft
- Gold: 2014, 2016, 2018, 2020, 2022, 2024
- Silber: 2002, 2012
- Bronze: 2004, 2006

### Asienspiele
- Gold: 2014
- Silber: 2002

### Olympische Spiele
- Olympische Spiele 2016: 8. Platz

## Spieler
Zu den bekannten Spielern Katars gehörten Danijel Šarić, Goran Stojanović, Žarko Marković, Bertrand Roiné, Rafael Capote, Borja Vidal.

## Trainer
Valero Rivera war Trainer des Teams von 2013 bis Herbst 2023. Nachfolger wurde Goran Đokić.